# Villa Gans (Königstein)

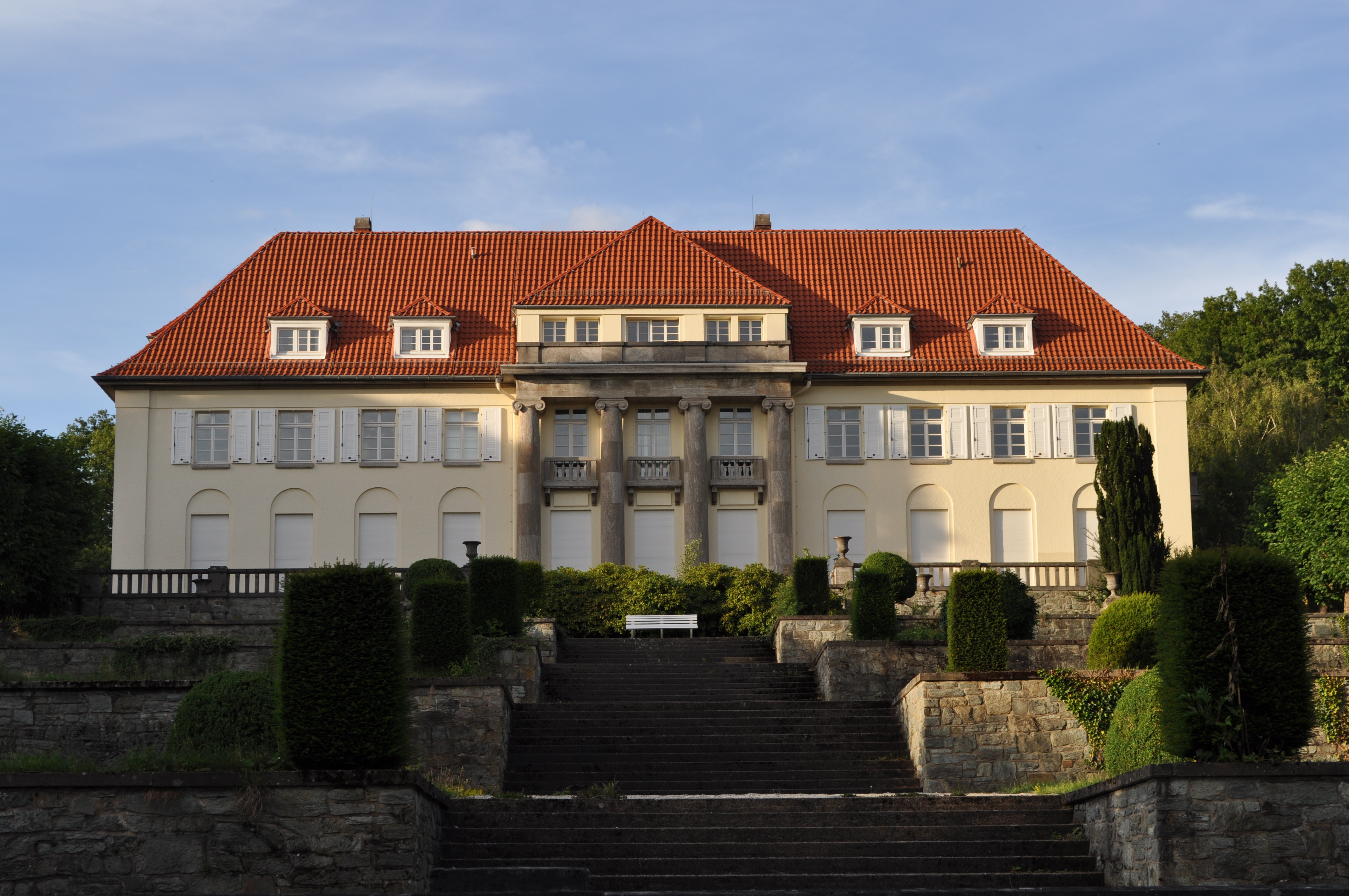
Villa Gans (2011)

Die Villa Gans ist ein unter Denkmalschutz stehendes ehemaliges großbürgerliches Wohnhaus in Königstein im Taunus und dient heute als Verwaltungssitz der Deutschen Rentenversicherung Hessen.

## Bau
Der Frankfurter Industrielle Adolf Gans (* 1842, † 6. März 1912) beauftragte den Bau eines repräsentativen dreiflügeligen Landhauses als Altersruhesitz. Von 1910 bis 1912 errichtete der Architekt Bruno Paul auf dem 114.000 Quadratmeter großen Grundstück am Ortsrand von Königstein die Villa Gans. Das Grundstück wurde als terrassenförmig angelegter Park ausgestaltet. Der Schweizer Maler Karl Walser schuf für die Inneneinrichtung großformatige Wandbilder, die als Illusionsmalerei (ähnlich wie heutige Fototapeten) den Eindruck sich in die Natur öffnender Räume erweckten. Die Fertigstellung dieser Villa erlebte der Bauherr nicht mehr.
Der Vordertaunus war um die Jahrhundertwende bevorzugter Wohnsitz wohlhabender Frankfurter Bürger. So hatten auch weitere Mitglieder der Familie Gans Villen errichten lassen. So Ludwig Wilhelm Gans der Enkel des Cassella-Mitgründers Ludwig Aaron Gans in Oberursel (siehe: Villa Gans (Oberursel)), später Bildungsstätte der DGB-Jugend. Auch Tochter Clara Gans ließ sich 1929 vom Architekten Peter Behrens die Villa Gans an der Falkensteiner Straße in Kronberg im Taunus errichten (siehe Villa Gans (Kronberg)). Bruder Friedrich Ludwig (Fritz) Gans hatte 1893 einen Bauplatz in Bad Homburg vor der Höhe gefunden und sich dort von Louis Jacobi und Alfred Löwengard eine schlossartige Villa mit 60 Zimmern errichten lassen. Die Tochter Helene Luise, verheiratete Herz, ließ sich von Bruno Paul 1913/1914 in Berlin eine Villa errichten. Das Gebäude wurde 1937 durch Martin Bormann „arisiert“ und diente danach dem Reichsführer SS Heinrich Himmler als Dienstwohnung.

## Militärische Nutzung
Im Ersten Weltkrieg stellte die Witwe von Adolf Gans aus Patriotismus die Villa dem Militär zur Verfügung und trug selbst die laufenden Kosten des Betriebs. Die Villa wurde als Offizierserholungsheim genutzt. 1918 starb auch die Witwe und das Eigentum ging an die fünf Töchter des Ehepaars über.
Nach Kriegsende war Königstein 1918 bis 1928 im Rahmen der Rheinlandbesetzung von französischen und später englischen Truppen besetzt. Die Villa Gans wurde beschlagnahmt und von den Besatzungstruppen genutzt.

## Erholungsheim der Reichspost
Mit der Machtergreifung der Nationalsozialisten waren auch die Mitglieder der jüdischen Familie Gans Opfer der Verfolgung. Die Familie von Adolf Gans wurde 1938 gezwungen, die Villa Gans in Königstein für 280.000 Reichsmark (in heutiger Kaufkraft: 1,47 Mio. Euro) an die Deutsche Reichspost zu verkaufen. Selbst dieses Geld wurde den Eigentümern verweigert. Es wurde auf ein Sperrmark-Konto gezahlt und konfisziert, nachdem die Gans-Erben zur Auswanderung gezwungen wurden.
Die Deutsche Reichspost betrieb in der Villa Gans ein Erholungsheim für weibliche Postbedienstete. Ein weiteres Erholungsheim betrieb sie im nahe gelegenen Oberreifenberg, dem heutigen Naturparkhotel Weilquelle.

## Restitution und Kliniknutzung
1945 beschlagnahmte die Besatzungsmacht die Villa Gans und nutzte sie als „Victory Guest House“ als Gästehaus. General Eisenhower nutzte jetzt den ersten Stock als Quartier. Hier empfing er als Hausherr u. a. Georg C. Marshall, General Clay, John D. Rockefeller, Josef P. Kennedy, Paul Getty, Henry Ford II. und auch Bette Davis, Errol Flynn usw. Am 1. April 1952 erfolgte die Restitution an die Erben von Adolf Gans. Die Erben behielten das Haus jedoch nicht, sondern verkauften es an die Landesversicherungsanstalt Hessen (LVA Hessen).
Die LVA Hessen betrieb in der Villa Gans die Klinik Hainerberg, ein Beobachtungskrankenhaus mit innerer Abteilung und Tuberkuloseabteilung. 1978 wurde die Klinik vorübergehend geschlossen und 1982 nach einer Erweiterung auf 165 Betten als Klinik mit dem Schwerpunkt psychosomatische Erkrankungen neu eröffnet. 1997 wurde die Klinik geschlossen und die Aufgaben von den anderen sechs Kliniken der LVA Hessen übernommen.
Die Villa Gans wurde für 23,3 Millionen Euro zum Verwaltungssitz der LVA Hessen umgebaut und wird seit 2005 von der Deutschen Rentenversicherung Hessen als Nachfolgerin der LVA Hessen zu diesem Zweck genutzt.

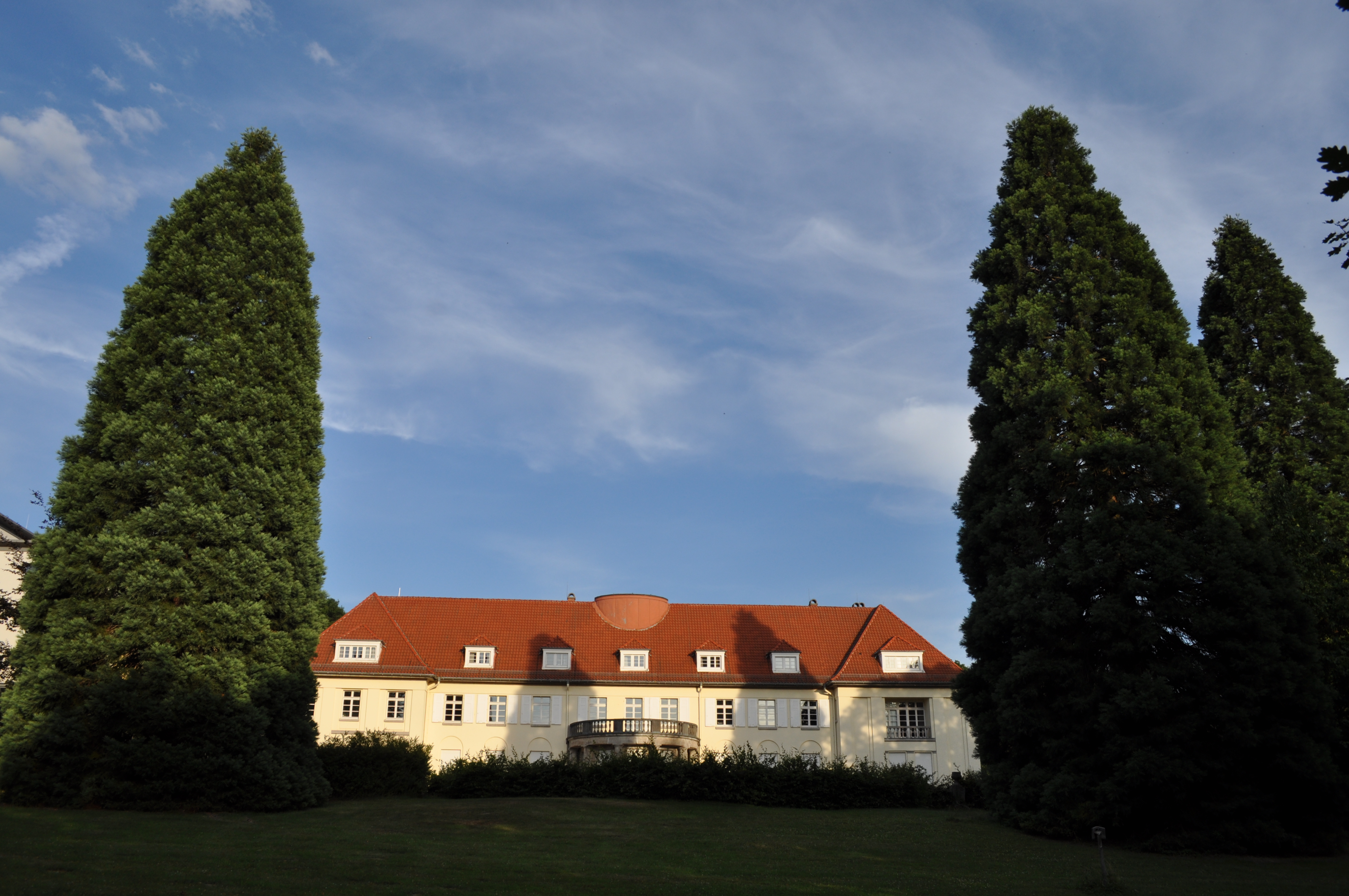
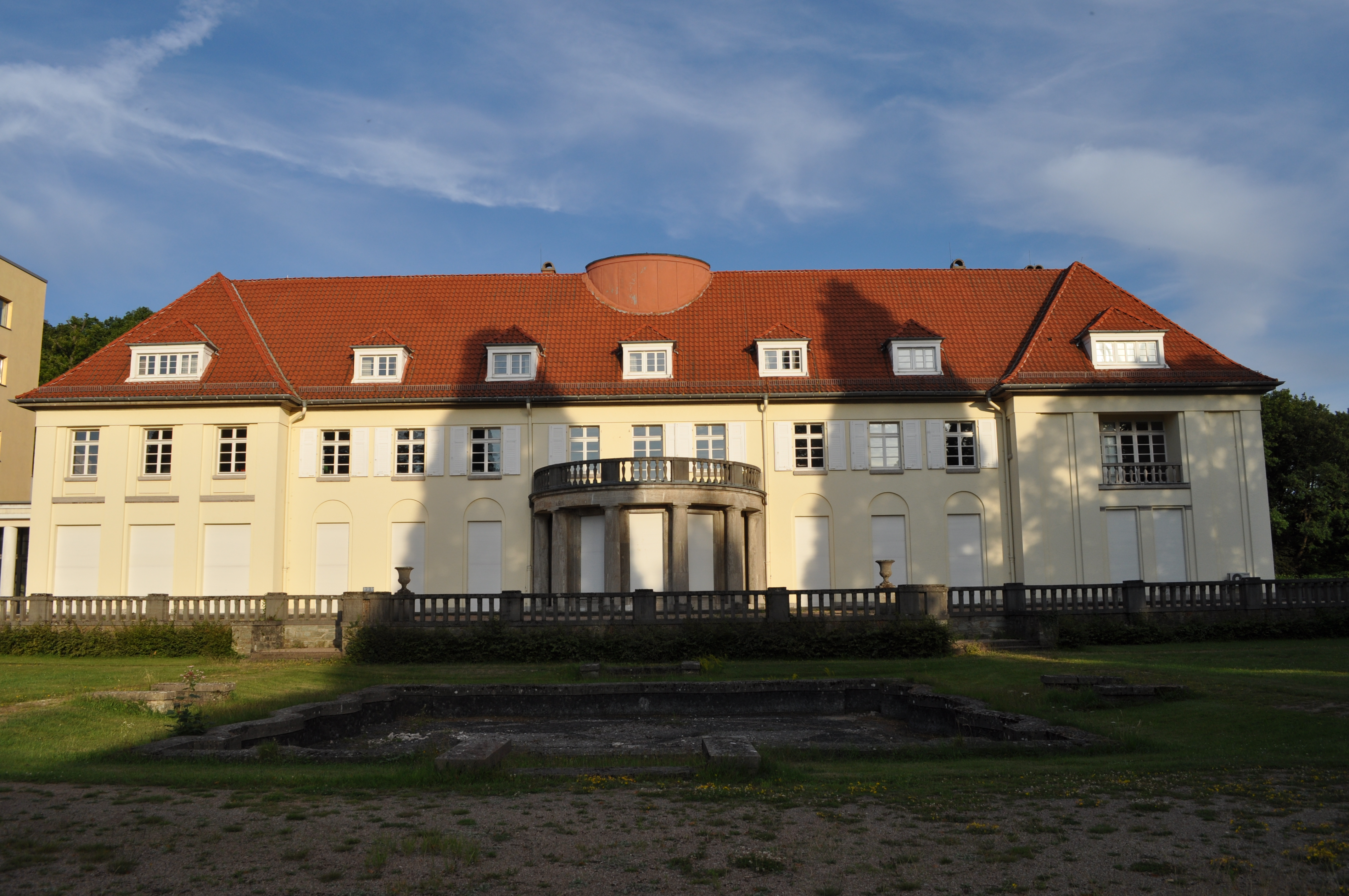
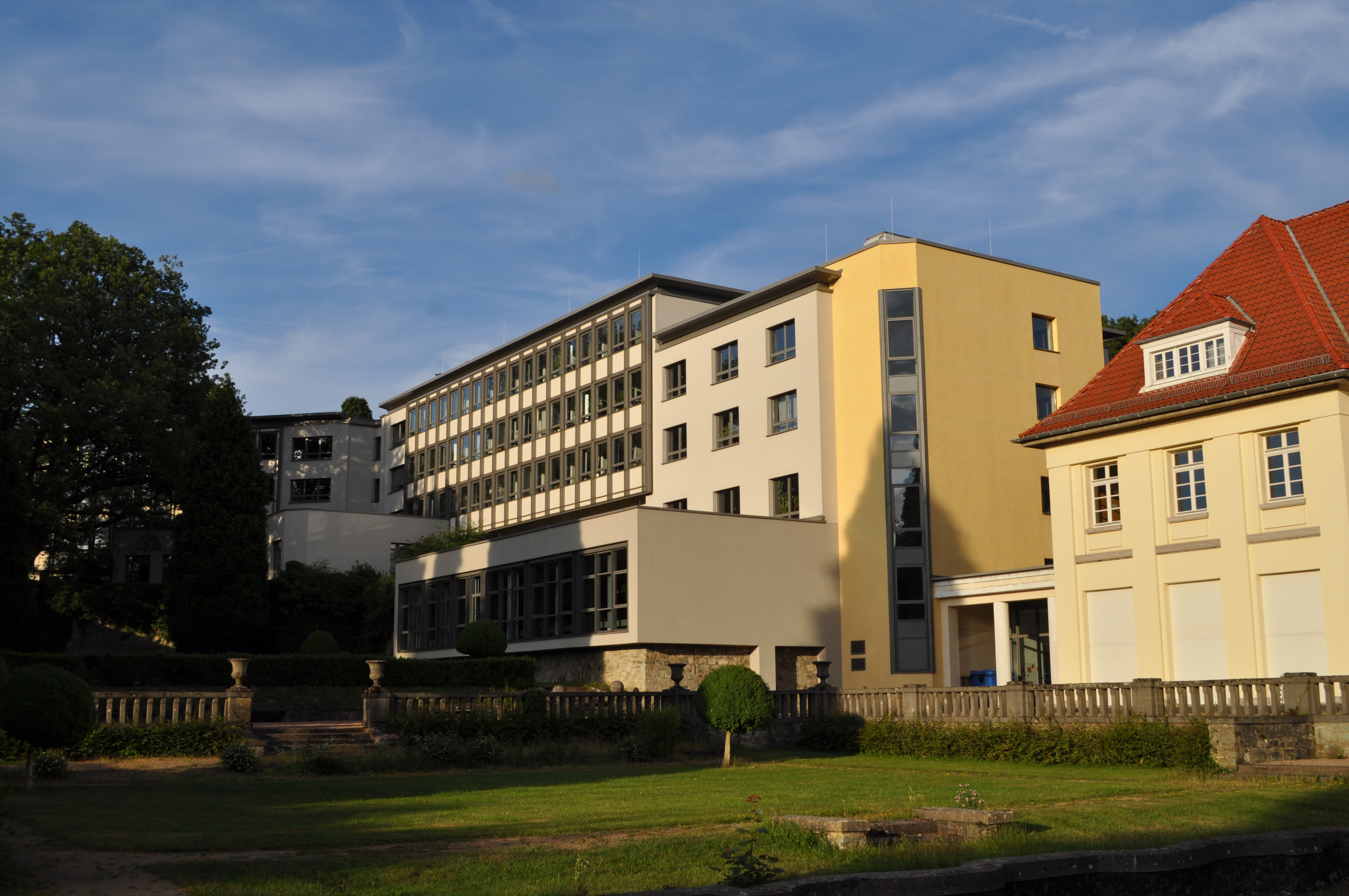
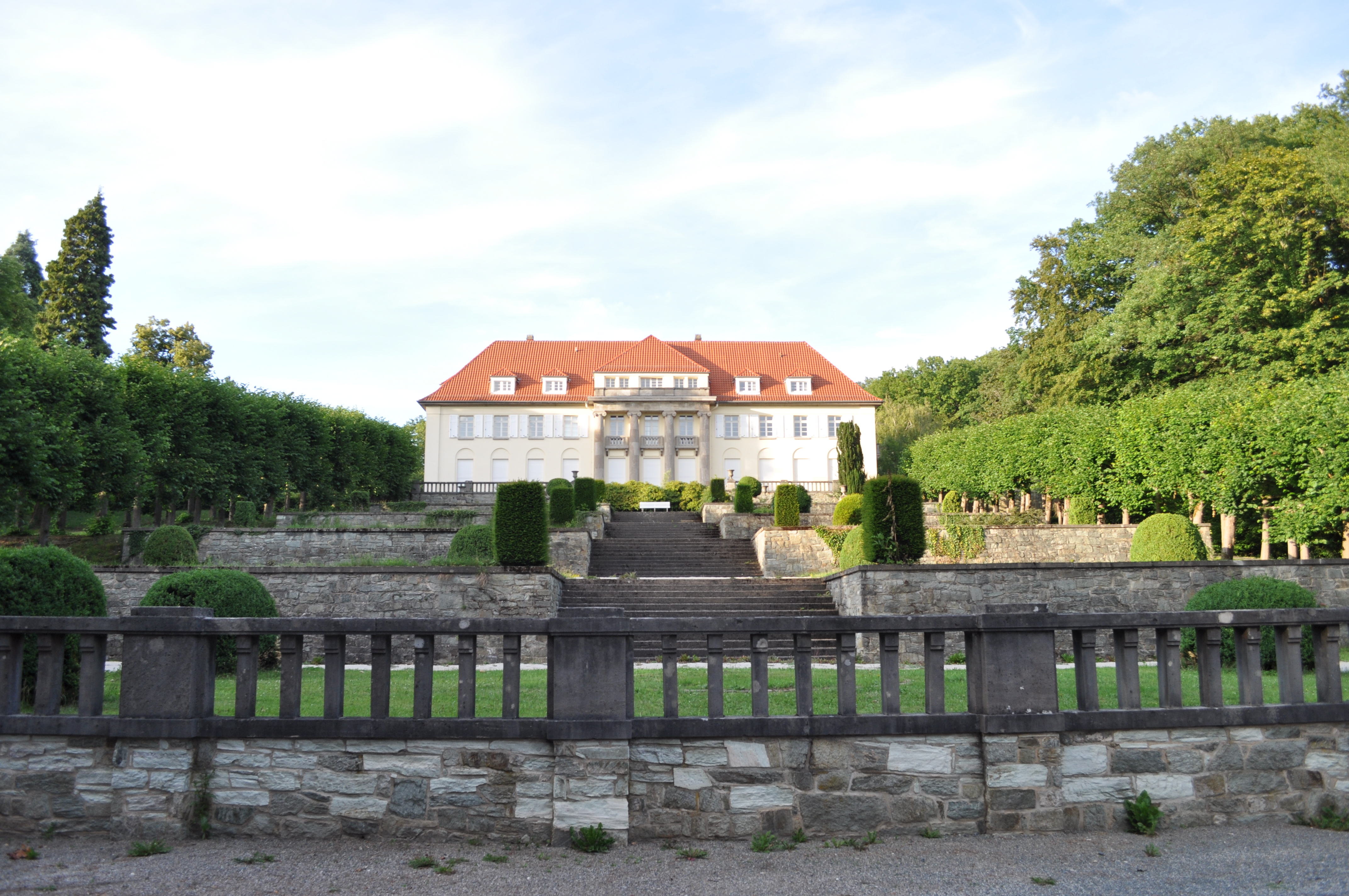